# Nova Gora (Dolenjske Toplice)
Nova Gora (deutsch Neuberg bei Tschermoschnitz) ist eine Siedlung in der slowenischen Gemeinde Dolenjske Toplice im Südosten des Landes.
Der Ort liegt südlich von Občice. Er gehörte ursprünglich zur Gemeinde Tschermoschnitz, danach Pöllandl (Kočevske Poljane) und damit zum Gottscheer Land. Die Gegend ist Teil der historischen Region Unterkrain und gehört heute zur Region Jugovzhodna Slovenija (Südost-Slowenien).
Die Ortskirche St. Michael vom Anfang des 18. Jahrhunderts ist heute eine Ruine.